# Вахтеров, Константин Васильевич
Константин Васильевич Вахтеров (1901—1987) — советский актер.

## Биография
Занимался в московской Театральной студии О. Э. Озаровской.
- 1918—1921 гг. — 1-й Рабочий театр
- С 1921 года — Московский драматическом театр под рук. В. Г. Сахновского; МХАТ 2-й
- 1938—1941 годы — Московский театр водного транспорта (Протасов в «Живом трупе» Л. Н. Толстого, Печорин в «Герое нашего времени» по М. Ю. Лермонтову и др.)
- 1941—1942 годы — Омский драматический театр (Уриэль Акоста и граф де Ризоор в одноименных пьесах К. Гуцкова и В. Сарду).
- 1942—1945 годы — фронтовой театр
- 1947—1953 годы в Литературном театре Всесоюзного театрального общества (Франц и Карл Моор в собственной постановке Разбойников Ф. Шиллера).
- С 1953 — в Московском театре имени Пушкина.

Участвовал в подготовке литературных записей на радио.